# 1-2-3-4 ou Les Collants noirs
1-2-3-4 ou Les Collants noirs (ook wel bekend als Black Tights) is een Franse dramafilm uit 1961 onder regie van Terence Young.

## Verhaal
De film is een anthologie van vier balletuitvoeringen:
1. La Croqueuse de diamants: Een vrouwelijke bandiet laat haar slechte leven achter zich voor een goede man.
2. Cyrano de Bergerac: Een dichter met een grote neus is te verlegen om de liefde te verklaren aan een vrouw.
3. Deuil en 24 heurs: Een koket meisje komt terecht in gevaarlijke driehoeksverhouding.
4. Carmen: Een Spaanse cavalerist wordt verliefd op een zigeunerin en gaat daardoor zijn ondergang tegemoet.

## Rolverdeling
| Acteur            | Personage                  |
| ----------------- | -------------------------- |
| Cyd Charisse      | Weduwe                     |
| Moira Shearer     | Roxane                     |
| Zizi Jeanmaire    | dievegge / Carmen          |
| Roland Petit      | Cyrano / Vrijer / Don José |
| Maurice Chevalier | Presentator                |
| George Reich      | Christian                  |
| Josette Clavier   | Bandiet                    |
| Dirk Sanders      | Pierrot                    |
| Bertie Eckhrat    | Kastelein                  |
| Hans van Manen    | Man / Schurk / Bandiet     |
| Henning Kronstam  | Stierenvechter             |